# Alur Jambu
Alur Jambu is een bestuurslaag in het regentschap Aceh Tamiang van de provincie Atjeh, Indonesië. Alur Jambu telt 131 inwoners (volkstelling 2010).